# Laurbær-ordenen
Laurbær-ordenen (Laurales) er en orden af dækfrøede planter, som omfatter følgende familier:
| Familier |

- Atherospermataceae
- Gomortegaceae
- Hernandiaceae
- Kanelbusk-familien (Calycanthaceae)
- Laurbær-familien (Lauraceae)
- Monimiaceae
- Siparunaceae

I det ældre Cronquists system omfattede Laurales familierne:
- Kanelbusk-familien (Calycanthaceae)
- Laurbær-familien (Lauraceae)
- Amborellaceae
- Hernandiaceae
- Idiospermaceae
- Gomortegaceae
- Monimiaceae
- Trimeniaceae